# ویلاربویت
ویلاربویت (به ایتالیایی: Villarboit) یک کومونه در ایتالیا است که در استان ورسلی واقع شده‌است. ویلاربویت ۲۵٫۴ کیلومتر مربع مساحت و ۴۹۵ نفر جمعیت دارد و ۱۶۲ متر بالاتر از سطح دریا واقع شده‌است.